# Pallacanestro alla IX Universiade
Il torneo di pallacanestro della IX Universiade si è svolto a Sofia, Bulgaria, nel 1977.

## Podi

### Donne
| Evento                             | Oro | Argento | Bronzo   |
| Pallacanestro femminile (dettagli) | Unione Sovietica Ol'ga Baryševa Elena Čausova Tamāra Dauniene Nelli Ferjabnikova Valentina Maljarčuk Tat'jana Ovečkina Aleksandra Ovčinnikova Angelė Rupšienė Ljubov' Šarmaj V. Sikorskaja Ol'ga Sucharnova Nadežda Šuvaeva All.: Lidija Alekseeva | Stati Uniti Sybil Blalock Carol Blazejowski Pat Charity Rita Easterling Althea Gwyn Monica Havelka Charlotte Lewis Gail Marquis Brenda Martin Ann Meyers Laurie Miller Trish Roberts All.: Lucille Kyvallos | Bulgaria |

## Medagliere
| Posizione | Paese            |   |   |   | Totale |
| --------- | ---------------- | - | - | - | ------ |
| 1         | Stati Uniti      | 1 | 1 | 0 | 2      |
| 1         | Unione Sovietica | 1 | 1 | 0 | 2      |
| 3         | Cecoslovacchia   | 0 | 0 | 1 | 1      |
| 3         | Bulgaria         | 0 | 0 | 1 | 1      |
| Totale    | Totale           | 2 | 2 | 2 | 6      |